# U6 – Úžasný svět vědy a techniky
U6 – Úžasný svět vědy a techniky je zábavný soutěžní vědomostní pořad České televize. Pořadem provází Petr Vaněk v roli lehce povýšeného Pana Továrníka, Karel Zima v roli nešikovného asistenta Ducháčka a robot Advee. Celý pořad se natáčí v areálu Vítkovických železáren v Ostravě, především v halách U6, Gong a Svět techniky. Tato soutěž se vysílá na programu ČT :D vždy v pátek v 15:35 a v neděli v 12:20. Délka jednoho dílu je cca 28 minut. Zatím[kdy?] bylo natočeno a odvysíláno 74 dílů.

## Princip
V každém díle proti sobě stojí pětičlenné týmy dvou základních škol či gymnázií. Během různých soutěžních úkolů, jako jsou nejrůznější kvízy, hledání indicií v katakombách, sestrojování vynálezu nebo třeba plnění různorodých disciplín, spojených s tématem jednotlivého dílu, získávají soutěžící body. Na závěr vždy následuje hádání osobnosti z řad vědců a významných osob v oboru věda a technika, na základě převleku Pana Továrníka a jeho nápověd. Tato disciplína ve většině případů rozhodne o vítězi. Vítězný tým pak v časovém limitu jedné minuty hledá po hale U6 bedny s cenami (tablety, termosky, bonbóny, knížky, trička…). Další odměnou jim je zapsání do Ligy výjimečných mozků, kterou vyhlásil Pan Továrník.

## Závěrečná disciplína
Jak již bylo řečeno, poslední ze soutěží je hádání osobnosti, do níž se Pan Továrník převtělil. Vítězný tým této disciplíny získá 10 bodů + 2× počet vsazených bodů. Tato zajímavá soutěž se koná v modelu ponorky v hale U6. 

## Místa natáčení
V pořadu U6 - úžasný svět vědy se natáčí střídavě v pěti science centrech v České republice:
| Město   | Název instituce       | Továrník                   | Herec                       | Epizody - U6 - úžasný svět vědy                                                                        |
| ------- | --------------------- | -------------------------- | --------------------------- | --- |
| Ostrava | Malý Svět techniky U6 | Pan Továrník               | Petr Vaněk                  | 4,5,9,10,14,15,16,17,18,19,20,24,25,26,36,37,38,39,45, 46,50,51,52,53,54,55,56,60,61,65,66,70,71,72,73 |
| Plzeň   | Techmania             | Továrník Lang              | Lukáš Langmajer             | 1,2,3,30,31,32,33,34,35,67,68,69                                                                       |
| Liberec | IQLANDIA              | Docent Maus Lajka Vančurin | Martin Myšička Petr Vančura | 6,7,8,27,28,29,42,43,44,57, 58,59                                                                      |
| Brno    | VIDA!                 | Docent Hair                | Jan Vlas                    | 11,12,13,21,22,23,47,48,49,62,63,64                                                                    |
| Olomouc | Pevnost Poznání       | Generál Malina             | Petr Stach                  | 40,41                                                                                                  |